# Tatyjana Jevgenyjevna Lavrova
Tatyjana Jevgenyjevna Lavrova / Andrikanyisz (oroszul: Татьяна Евгеньевна Лаврова / Андриканис; Moszkva, 1938. június 7. – Moszkva, 2007. május 16.) orosz szovjet színésznő.

## Pályája
Szülei filmesek voltak: apja, Jevgenyij Andrikanyisz operatőr, később filmrendező is; anyja, Galina Piskova szintén operatőr. Lavrova a Moszkvai Művész Színház stúdiójában végzett színi tanulmányokat, 1959-ben szerzett diplomát, és a színház szerződtette. Először Csehov Sirály című drámájában lépett fel, rögtön főszerepben, a legismertebb orosz színészek partnereként. Ehhez azonban másik, orosz vezetéknevet kellett választania, ekkor vette fel a Lavrova nevet.
Nemsokára, 1961-ben otthagyta a híres színházat és a moszkvai Szovremennyik Színházhoz szerződött, valószínűleg azért, hogy a „nagyok” árnyékából kibújjon. Itt játszotta legjelentősebb színházi szerepeit. 1978-ban visszatért a Moszkvai Művész Színház társulatához, de a kezdeti idők után egyre kevesebb új szerepet osztottak rá.
Rögtön a színiiskola befejezése után, 1959-ben kezdett filmezni. Első két filmjének anyja, Galina Piskova volt az operatőre. Az igazi nagy sikert és a külföldi ismertséget Mihail Romm filmje, az Egy év kilenc napja (1962) női főszerepe hozta meg. Az atomfizikus (Alekszej Batalov) feleségének egyáltalán nem szokványos alakját formálja meg, „ezt a kedves és szeretni vágyó, de valahogy közömbössé szürkült asszonyt, akit nem elégít ki a konyha meg a laboratórium közötti ténfergés…” és aki a másik fizikust is (Innokentyij Szmoktunovszkij) a maga módján szereti. Ez a film Lavrova filmszínészi karrierjének egyszerre kezdetét és csúcsát is jelentette. Később is sok érdekes filmben játszott (kezdetben néhány ajánlatot el is utasított), de ezek Romm filmjének sikerét nem érték utol.

## Filmjei
- 1959 – Dal Kolcovról (Песня о Кольцове) – (R. Szergej Geraszimov)
- 1960 – Próbaidő (Испытательный срок) – (R. Vlagyimir Geraszimov)
- 1962 – Egy év kilenc napja (Девять дней одного года) – (R. Mihail Romm)
- 1965 – Hajrá! 1–2. rész (Время, вперёд! ) – (Valentyin Katajev regényéből. R. Mihail Svejcer)
- 1965 – Híd épül (Строится мост)
- 1967 – Titokzatos fal (Таинственная стена)
- 1969 – A Farkas-sziget (Остров Волчий)
- 1971 – Az egész királyi csapat (Вся королевская рать) – (Háromrészes tv-film Robert Penn Warren amerikai író All the King’s Men című regényéből)
- 1974 – A felszállás késik (Вылет задерживается) – (Tv-film. R. Leonyid Marjagin)
- 1975 – Miszter McKinley szökése (Бегство мистера Мак-Кинли) – (R. Mihail Svejcer)
- 1975 – Kutyát cserélek gőzmozdonyra (Меняю собаку на паровоз) – (Ifjúsági film, a Gorkij Filmstúdió produkciója)
- 1975 – Életrajzi tény (Факт биографии)
- 1976 – A nappali vonat (Дневной поезд) – (Tv-film)
- 1976 – Miskin sebész napjai (Дни хирурга Мишкина) – (Háromrészes tv-film. R. Vagyim Zobin)
- 1979 – Aktív zóna (Активная зона)
- 1979 – Második tavasz (Вторая весна) – (R. Vlagyimir Vengerov)
- 1982 – A hang (Голос)
- 1983 – Hosszú út önmagunkhoz (Долгая дорога к себе)
- 1983 – A királyok utolsó érve (Последний довод королей) – (Négyrészes tv-film Fletcher Knebel amerikai író Seven Days in May című regénye alapján)
- 1988 – Tragédia rock stílusban (Трагедия в стиле рок)
- 1990 – A „Nippel” módszer (Система „Ниппель”)
- 1997 – Középkorúak válsága (Кризис среднего возраста) – (R. Igor [Garik] Szukacsov)
- 1998 – Csehov és K. (Чехов и К°)' '– (Tízrészes tv-film Csehov 30 novellája alapján)
- 2002 – Film a filmről (Кино про кино)
- 2002 – Átváltozás (Превращение) – (Franz Kafka Az átváltozás című elbeszélése alapján. R. Valerij Fokin)